# Строна
Строна (итал. Strona) — коммуна в Италии, располагается в регионе Пьемонт, в провинции Бьелла.
Население составляет 1174 человека (2008 г.), плотность населения составляет 391 чел./км². Занимает площадь 3 км². Почтовый индекс — 13066. Телефонный код — 015.
В коммуне 8 сентября особо празднуется Рождество Пресвятой Богородицы.

## Демография
Динамика населения:

## Администрация коммуны
- Официальный сайт: